# Tcz.pl
Tcz.pl – lokalny portal internetowy, który działa od 2001 roku. Jest poświęcony miastu Tczew oraz powiatowi tczewskiemu w województwie pomorskim.
Jeden z pierwszych lokalnych serwisów informacyjnych w Tczewie. Na początku koncentrował się głównie na wydarzeniach kulturalnych, sportowych oraz lokalnych ogłoszeniach. Od tego czasu przeszedł znaczną ewolucję, poszerzając zakres publikowanych treści. Dodano sekcje dotyczące lokalnej polityki, interwencji społecznych, komunikacji miejskiej oraz kroniki kryminalnej.

## Historia
Serwis pojawił się w Internecie w październiku 2001 roku. Pomysłodawcą i twórcą serwisu jest nieistniejąca już spółka InterBit Sp. z o.o. z siedzibą w Tczewie. W oparciu o usługi Interbitu działają m.in. portale www.tcz.pl, czy www.tczew.pl. W 2008 roku spółka Interbit Sp. z o.o. została w 100% przejęta przez Internetia, spółkę zależną Netii. W tym samym roku powstała spółka Tcz.pl Sp. z o.o., która finalnie przejęła od InterBit Sp. z o.o. portal Tcz.pl stając się jego jedynym właścicielem i tak jest do chwili obecnej.